# Bank of Greece
Bank of Greece (grekiska: Τράπεζα της Ελλάδος, Trapeza tis Ellados, ΤτΕ) är Greklands centralbank. Den grundades den 14 maj 1928 och har sitt säte i Aten. Sedan införandet av euron i Grekland den 1 januari 2001 utgör ΤτΕ en del av Eurosystemet. Centralbankschef är Yannis Stournaras.